# Incident de Marshall County

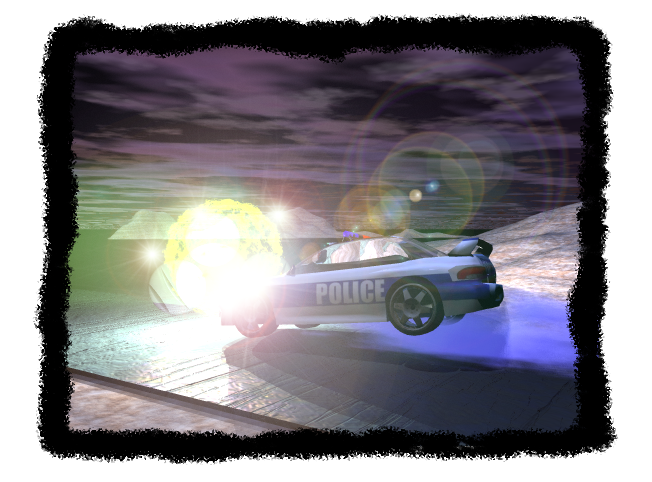

L'incident controversé de Marshall County, qui se déroula le 27 août 1979 dans la région de Red River Valley (Minnesota, États-Unis), est le seul cas connu de collision présumée entre un ovni et un véhicule de police.

## Chronologie des événements
L'accident survenu le 27 août 1979 au shérif-adjoint Val Johnson du poste de police de Marshall County, a fait l'objet d'un rapport rédigé par son collègue Everett Doolittle.
Johnson effectue une patrouille de routine sur la route nationale 5 à bord d'une Ford 1977 LTD de service. Vers 1 h 40 du matin, alors qu'il arrive aux abords de l'intersection avec la route nationale 220, le shérif aperçoit une forte lumière sur sa gauche, derrière une ligne d'arbres. La lumière étant trop puissante pour être de simples phares de voiture, Val Johnson pense qu'il s'agit, peut-être, d'un avion canadien de contrebande de drogue posé dans un champ. Voulant s'assurer de ce qui se passe mais sans aviser ses supérieurs de son initiative, il décide d'aller voir de plus près et tourne à gauche pour emprunter la route nationale 220. Aussitôt, la lumière fonce sur sa voiture et l'atteint en moins d'une seconde (alors que la ligne d'arbres était située à presque deux kilomètres de l'intersection des deux routes). Le témoin et son véhicule se retrouvent complètement englobés dans cette lumière puissante, Val Johnson entend son pare-brise craquer et sombre dans l'inconscience. A 2 h 19, il reprend conscience et ressent une douleur terrible aux yeux. Il arrive péniblement à demander de l'aide par radio. Aussitôt, l'agent Everett Doolittle est dépêché sur place. Quand il arrive, il découvre la voiture du shérif à moitie basculée dans le fossé longeant la route. Un des phares de gauche est brisé, le pare-brise est fêlé de haut en bas et présente trois impacts, deux des trois antennes radio du véhicule sont tordues et le capot présente une bosse circulaire. Le shérif se plaint d'une forte douleur aux yeux et semble complètement désorienté et choqué. Val Johnson sera évacué en ambulance vers l'hôpital Warren peu après. Un ophtalmologue de Grand Forks qui examina le témoin le lendemain diagnostiqua une brûlure interne de l'œil due à une exposition à une très forte source de lumière. La montre-bracelet du témoin, ainsi que l'horloge du véhicule présentèrent toutes les deux un retard de quatorze minutes (alors que le shérif déclare les avoir réglées sur l'heure du poste de police vers 1 h du matin). Enfin, la batterie du véhicule s'avéra être complètement vidée et ne put jamais être rechargée après cet incident.

## Thèse officielle
L'enquête officielle conclut que la voiture du policier avait été frappée par de la foudre en boule. Thèse renforcée par le fait qu'une ligne à haute tension se trouvait derrière la ligne d'arbres.

## Enquête du CUFOS
Venu examiner la voiture à la demande de l'association ovnilogique CUFOS (Center for UFO Studies), Meridan French, un spécialiste en pare-brise de la société Ford conclut que les fêlures de la vitre résultent de forces mécaniques d'origine inconnue et non pas thermiques. Une fêlure semble avoir été faite à l'aide d'un marteau à tête en caoutchouc, une deuxième semble provenir de l'impact d'un objet très dur. De plus, des ingénieurs de la société Honeywell font remarquer que les antennes abîmées ne portent aucune trace d'impact physique ni d'exposition à une chaleur intense et s'étonnent qu'elle se soient pliées lors de la rencontre présumée avec un ovni. Hendry, un enquêteur du CUFOS exclut qu'un champ magnétique intense soit la cause des quatorze minutes de retard prises par l'horloge de la voiture et la montre de Johnson, car aucun champ magnétique notable n'a été décelé sur la voiture par un magnétomètre. Quant aux irritations oculaires de Johnson, elles sont d'autant plus surprenantes que les rayons ultraviolets sont entièrement filtrés par la couche de vinyle recouvrant le pare-brise et que les lunettes du policier le protègent intégralement des ultraviolets et que le reste de son visage n'a subi aucun coup de soleil.

## Explications sceptiques
L'ingénieur sceptique Philip J. Klass pense que cette histoire n'est qu'une mise en scène.